# With Friends from the Orchestra
With Friends from the Orchestra è il diciannovesimo album in studio del gruppo musicale britannico Marillion, pubblicato il 16 ottobre 2019 dalla Intact Records.

## Descrizione
Originariamente previsto per il 9 ottobre, il disco contiene nove brani originariamente pubblicati dal gruppo negli anni precedenti e riarrangiati in chiave orchestrale insieme al quartetto d'archi In Praise of Folly, la flautista Emma Halnan e il cornista Sam Morris.
Il 29 novembre l'album è stato ripubblicato dalla earMUSIC anche in edizione digitale e doppio vinile.

## Tracce
1. Estonia – 7:57
2. A Collection – 3:04
3. Fantastic Place – 6:01
4. Beyond You – 5:25
5. This Strange Engine – 16:20
6. The Hollow Man – 4:23
7. The Sky Above the Rain – 10:33
8. Seasons End – 8:00
9. Ocean Cloud – 18:00

## Formazione
Gruppo
- Steve Hogarth – voce principale
- Steve Rothery – chitarra
- Pete Trewavas – basso, cori
- Mark Kelly – tastiera
- Ian Mosley – batteria

Altri musicisti
- In Praise of Folly
  - Nicole Miller – viola
  - Margaret Hermant – violino
  - Annemie Osborne – violoncello
  - Maia Frankowski – violino
- Sam Morris – corno francese
- Emma Halnan – flauto
- Phil Todd – assolo di sassofono (traccia 5)

Produzione
- Marillion – registrazione, missaggio
- Michael Hunter – registrazione, missaggio

## Classifiche
| Classifica (2019) | Posizione massima |
| ----------------- | ----------------- |
| Francia           | 179               |
| Germania          | 69                |
| Paesi Bassi       | 79                |
| Svizzera          | 85                |